# Isla Pike
Isla Pike (en inglés: Pike Island) es una isla en la confluencia del río Misisipí y del río Minnesota en la parte suroeste de St. Paul en el área metropolitana de las Ciudades Gemelas de Minnesota. Se trata de una porción de los 100.000 acres (400 km²) de tierra comprada a los indios sioux por Zebulon Pike en septiembre de 1805, que más tarde se convertiría en Fort Snelling, Minneapolis, y San Pablo.  El gobierno de EE. UU. quería construir una fortaleza para proteger los intereses estadounidenses en el comercio de pieles en la región, y Pike negoció el tratado. Pike está en la confluencia de los ríos Minnesota y Mississippi, por debajo del acantilado donde se encuentra Fort Snelling. La isla y el fuerte son ahora parte del Parque Estadal Fort Snelling. 